# Silver Link
A Silver Link Co., Ltd. (株式会社シルバーリンク; Kabusikigaisa Sirubá Rinku; Hepburn: Kabushikigaisha Shirubā Rinku; stilizálva SILVER LINK.) egy japán animációsfilm-stúdió, amelyet 2007 decemberében alapítottak a Front Line korábbi tagjai (akik előzőleg a J.C.Staffból kiválva alapították a Front Line-t). Székhelye Muszasinóban, Tokióban található. A Silver Link önálló produkcióinak többségét Ónuma Sin rendezi, aki korábban a Shaftnál volt asszisztens Sinbó Akijuki rendező mellett.

## Munkái

### Televíziós animesorozatok
- Tajutama: Kiss on my Deity (2009)
- Baka to Test to sókandzsú (2010)
- Baka to Test to sókandzsú: Ni! (2011)
- C³ (2011)
- Taszogare otome × Amnesia (2012)
- Chitose Get You!! (2012)
- Kokoro Connect (2012)
- Onii-csan dakedo ai szae areba kankeinai jo ne! (2012)
- Fate/kaleid liner Prisma Illya (2013)
- WataMote – Vatasi ga motenai no va dó kangaetemo omaera ga varui! (2013)
- Non non bijori (2013)
- Strike the Blood (2013)
- Nórin (2014)
- Fate/kaleid liner Prisma Illya 2wei! (2014)
- Rokudzsóma no sinrjakusa!? (2014)
- Girl Friend (kakko kari) (2014)
- Jurikuma arasi (2015)
- Chaos Dragon (2015)
- Non non bijori Repeat (2015)
- Fate/kaleid liner Prisma Illya 2wei Herz! (2015)
- Rakudai kisi no Chivalry (2015)
- Somin Sample (2015)
- Tai-madó gakuen 35 siken sótai (2015)
- Anne Happy (2016)
- Tanaka-kun va icumo kedaruge (2016)
- Fate/kaleid liner Prisma Illya 3rei! (2016)
- Ange Vierge (2016)
- Stella no mahó (2016)
- Strike Witches (2016)
- Maszamune-kun no Revenge (2017)
- Chaos;Child (2017)
- Buszó sódzso Machiavellism (2017)
- Battle Girl High School (2017)
- Iszekai sokudó (2017)
- Two Car (2017)
- Imóto szae ireba ii. (2017)
- Micubosi Colors (2018)
- Death March ara hadzsimaru iszekai kjószókjoku (2018)
- Butlers: Csitosze momotosze monogatari (2018)
- Szunohara-szó no kanrinin-szan (2018)
- Circlet Princess (2019)
- Midara na Ao-csan va benkjó ga dekinai (2019)
- Kendzsa no mago (2019)
- Naka no hito Genome (dzsikkjócsú)] (2019)
- Itai no va ija nano de bógjorjoku ni kjokufuri sitai to omoimaszu. (2020)
- Otome Game no hamecu furagu sika nai akujaku reidzsó ni tenszei site simatta… (2020)
- Maó Gakuin no futekigósa: Sidzsó szaikjó no maó no siszo, tenszei site siszon-tacsi no gakkó e ka (2020)
- Non non bijori Nonstop (2021)
- Kimi to boku no szaigo no szendzsó (TBA)

### OVA-k/ONA-k
- Baka to Test to sókandzsú: Macuri (2011)
- Kjó no Aszuka Show (2012)
- Otome va boku ni koisiteru: Futari no Elder (2012)
- C3 (2012)
- Strike Witches: Operation Victory Arrow (2014)
- Bonjour koiadzsi Patisserie (2014)
- Imava no kuni no Alice (2014)
- Strike the Blood: Valkyria no ókoku-hen (2015)
- Tanaka-kun va icumo kedaruge (2016)
- Strike the Blood II (2016)
- Buszó sódzso Machiavellism (2017)
- Fate/kaleid liner Prisma Illya: Prisma Phantasm (2019)

### Animefilmek
- Fate/kaleid liner Prisma Illya: Szekka no csikai (2017)
- Non non bijori Vacation (2018)

## Közreműködései

### Televíziós animesorozatok
2008
- Madzsin tantei Neuro Nógami
- Neo Angelique Abyss
- Itazura na Kiss
- Nidzsú menszó no muszume
- Szeijó kottó jógasiten
- Koihime muszó
- Ef: A Tale of Melodies

2009
- Kurokami
- Bakemonogatari
- Jumeiro Patissiere
- Nyan koi!

2010
- Arakava Under the Bridge
- Toaru madzsucu no Index II

2011
- Oniicsan no koto nanka zenzen szuki dzsanain dakara ne!!
- Hidan no Aria
- Sket Dance
- Uszagi Drop
- Mavaru Penguindrum
- Kimi to boku

2012
- Brave 10
- Sakugan no Shana Final
- Medaka Box
- Kimi to boku 2
- Ano nacu de matteru

### OVA-k
- Sakugan no Shana S (2010)